# Yeltsin Tejeda
Yeltsin Tejeda (Limón, 17 maart 1992) is een Costa Ricaans voetballer die als verdedigende middenvelder speelt.

## Clubcarrière
Tejeda speelde in de jeugd voor Deportivo Saprissa en debuteerde als senior bij Generación Saprissa. Vanaf 2011 tot 2014 speelde hij voor Deportivo Saprissa. Sinds 2014 speelde hij voor Évian Thonon Gaillard FC. In 2018 ging hij naar FC Lausanne-Sport. In januari 2019 keerde hij terug naar Costa Rica bij Herediano.

## Interlandcarrière
Hij nam in 2009 deel aan het CONCACAF kampioenschap onder 17 en, twee jaar later, aan het CONCACAF kampioenschap onder 20. Op 11 december 2011 debuteerde hij voor het Costa Ricaans voetbalelftal in een vriendschappelijke wedstrijd op en tegen Cuba. Hij maakte deel uit van de selectie voor de CONCACAF Gold Cup 2013. Door bondscoach Jorge Luis Pinto werd Tejeda opgenomen in de selectie voor het wereldkampioenschap 2014 in Brazilië. Tejeda was ook van de partij op de Copa América Centenario (2016), de CONCACAF Gold Cup 2017 en het wereldkampioenschap voetbal 2018.
1 Navas ·
2 Acosta ·
3 González ·
4 Smith ·
5 Borges ·
6 Duarte ·
7 Bolaños ·
8 Oviedo ·
9 Campbell ·
10 Ruiz  ·
11 Venegas ·
12 Colindres ·
13 Wallace ·
14 Azofeifa ·
15 Calvo ·
16 Gamboa ·
17 Tejeda ·
18 Pemberton ·
19 Waston ·
20 Guzmán ·
21 Ureña ·
22 Gutiérrez ·
23 Moreira ·
Coach: Ramírez
1 Navas ·
2 Chacón ·
3 Vargas ·
4 Fuller ·
5 Borges ·
6 Duarte ·
7 Contreras ·
8 Oviedo ·
9 Bennette ·
10 Ruiz  ·
11 Venegas ·
12 Campbell ·
13 Torres ·
14 Salas ·
15 Calvo ·
16 Martínez ·
17 Tejeda ·
18 Esteban ·
19 Waston ·
20 Aguilera ·
21 López ·
22 Matarrita ·
23 Sequeira ·
24 Wilson ·
25 Hernández ·
26 Zamora ·
Coach: Suárez